# 玫瑰石斛
玫瑰石斛（学名：Dendrobium crepidatum），为兰科石斛属下的一个植物种。